# USMLE

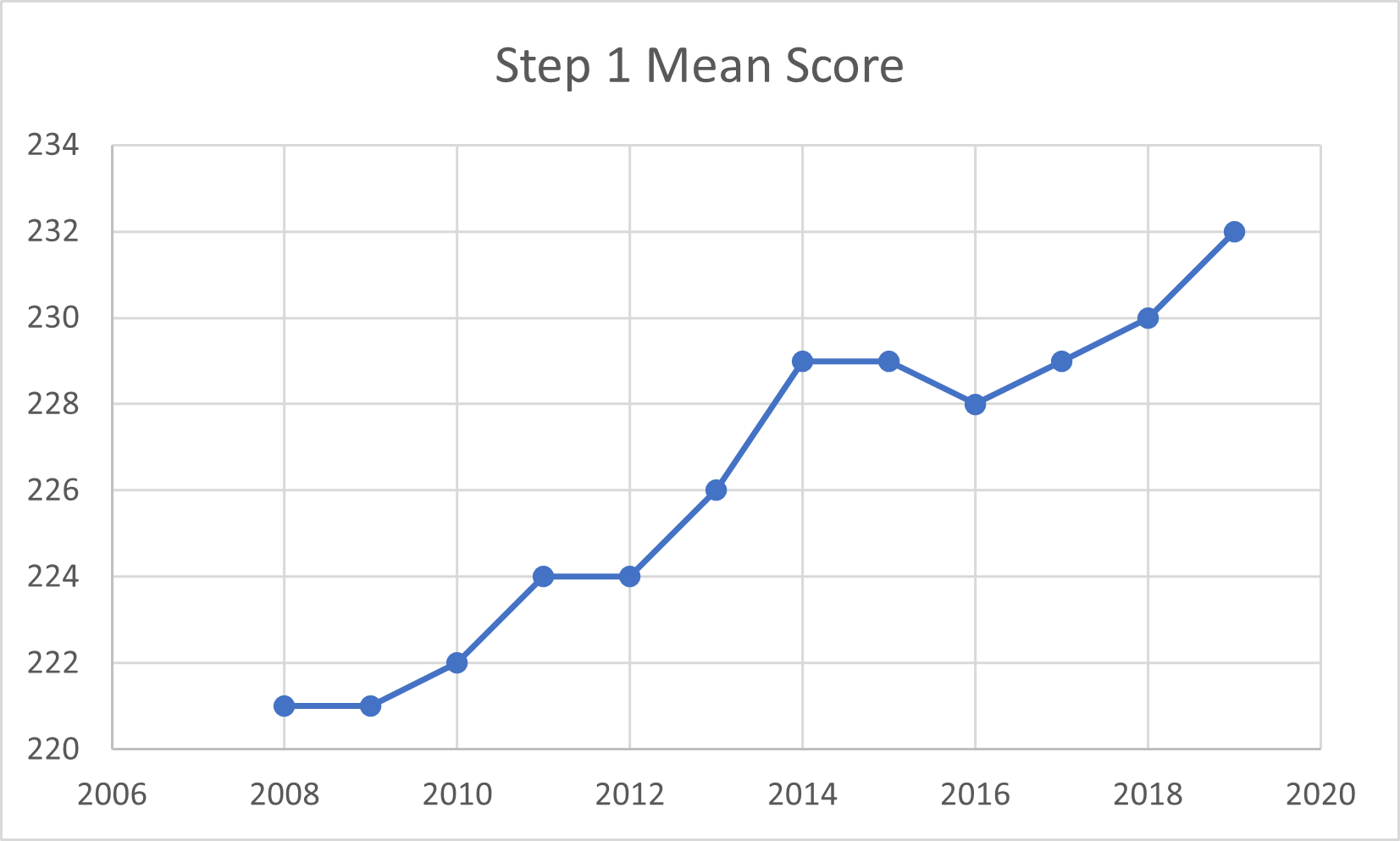
El gráfico muestra cómo la puntuación media del examen USMLE Paso 1 ha tenido una tendencia ascendente en los últimos años.

El Examen de Licencia Médica de los Estados Unidos (en inglés: United States Medical Licensing Examination, USMLE) es un examen profesional que consta de varias partes, es patrocinado por la Federación de Juntas Médicas Estatales (FSMB) y la Junta Nacional de Examinadores Médicos (NBME). Los médicos titulados están obligados a pasar este examen antes de ser autorizados para ejercer la medicina en los Estados Unidos.

## Objetivos de la evaluación
El USMLE evalúa la capacidad del médico para aplicar los conocimientos, conceptos y principios, y para determinar habilidades fundamentales centradas en el paciente que son importantes en la salud y la enfermedad y que constituyen la base de la atención segura y eficaz al paciente.  Comités de Examen integrados por médicos educadores y médicos clínicos de todo Estados Unidos y sus territorios preparan los materiales de examen cada año.

## Procedimientos
Los estudiantes y egresados de los programas de escuelas de medicina de los E.U.A. o Canadá acreditadas tanto por el Comité de Enlace sobre Educación Médica (LCME) o el Comité de Acreditación de Facultades de Medicina de Canadá, que otorgan el título de M.D. (Doctor en Medicina), o por la Asociación Americana de Osteopatía (AOA), que otorga el título de D.O (Doctor en Medicina Osteopática), se registran para los pasos 1 y 2 del USMLE con la NBME. Los estudiantes y egresados de las escuelas de medicina fuera de los Estados Unidos o Canadá deben inscribirse para los pasos 1 y 2 con la Comisión Educativa para Médicos Graduados Extranjeros (ECFMG). Los graduados de las escuelas de medicina dentro y fuera de los Estados Unidos y Canadá se registran para el Paso 3 con el FSMB o con una autoridad que otorga licencias médicas en los Estados Unidos. Cada uno de los tres pasos del examen USMLE complementa al otro; no está solo ningún paso en la evaluación de la preparación para obtener la licencia médica. El programa de USMLE recomienda que para la elegibilidad del Paso 3, las autoridades exijan la realización completa, o casi completa, de al menos un año de formación de postgrado en un programa de educación médica de postgrado acreditado por el Consejo de Acreditación en Educación Médica para Graduados (ACGME) o por la Asociación Americana de Osteopatía (AOA).
Los tres pasos del examen USMLE se deben pasar antes de que un médico titulado sea elegible para solicitar una licencia para practicar medicina en los Estados Unidos. A los médicos osteopáticos graduados se les permite tomar el USMLE para obtener la licencia médica, la cual también pueden obtener al pasar el examen profesional de varias partes Examen de Licencia Médica Osteopática (COMLEX). Los estudiantes que se han graduado de escuelas de medicina fuera de los E.U.A. y Canadá deben pasar todos los tres pasos del USMLE para tener licencia para practicar en los E.U.A., sin importar el título de su carrera. En general, las tasas de aprobado para los que toman el Paso 1 por primera vez son las siguientes: 92% para los graduados con título de M.D. de alguna escuela de medicina de los E.U.A. o Canadá, 81% para los graduados de escuelas de medicina osteopática, y 73% para los graduados de escuelas de medicina internacionales. Las tasas de aprobado en general, para los que toman el Paso 3 del USMLE por primera vez son: 95% para los graduados con título de M.D. de alguna escuela de medicina de los E.U.A. o Canadá, 95% para los graduados de escuelas de medicina osteopática, y 78% para los graduados de escuelas de medicina internacionales.